# Národní olympijský a sportovní výbor Burkiny Faso
Národní olympijský a sportovní výbor Burkiny Faso (francouzsky Comité National Olympique et des Sports Burkinabè) je národní olympijský výbor zastupující Burkinu Faso. Vytvořen byl 10. června 1965 a Mezinárodním olympijským výborem byl uznán roku 1972.

## Historie
Výbor byl založen dne 10. června 1965 jako Národní olympijský výbor Horní Volty (Comité National Olympique Voltaïque). Uznán byl na 72. olympijském kongresu v japonském Sapporu v únoru 1972. V říjnu 1982 na zasedání výkonného výboru MOV ve švýcarském Lausanne bylo jednomyslně rozhodnuto o porušování základních pravidel Olympijské charty upravující pravidla činnosti a chování národních olympijských výborů a byla dočasně pozastavena činnosti Národního olympijského výboru Horní Volty. V roce 1983 na olympijském kongresu v Novém Dillí bylo pozastavení jeho činnosti zrušeno. Se změnou oficiálního názvu země, došlo v roce 1984 i k úpravě názvu národního výboru na Národní olympijský a sportovní výbor Burkiny Faso (Comité National Olympique et des Sports Burkinabè).